# Museum der Okkupationen und Freiheitskämpfe

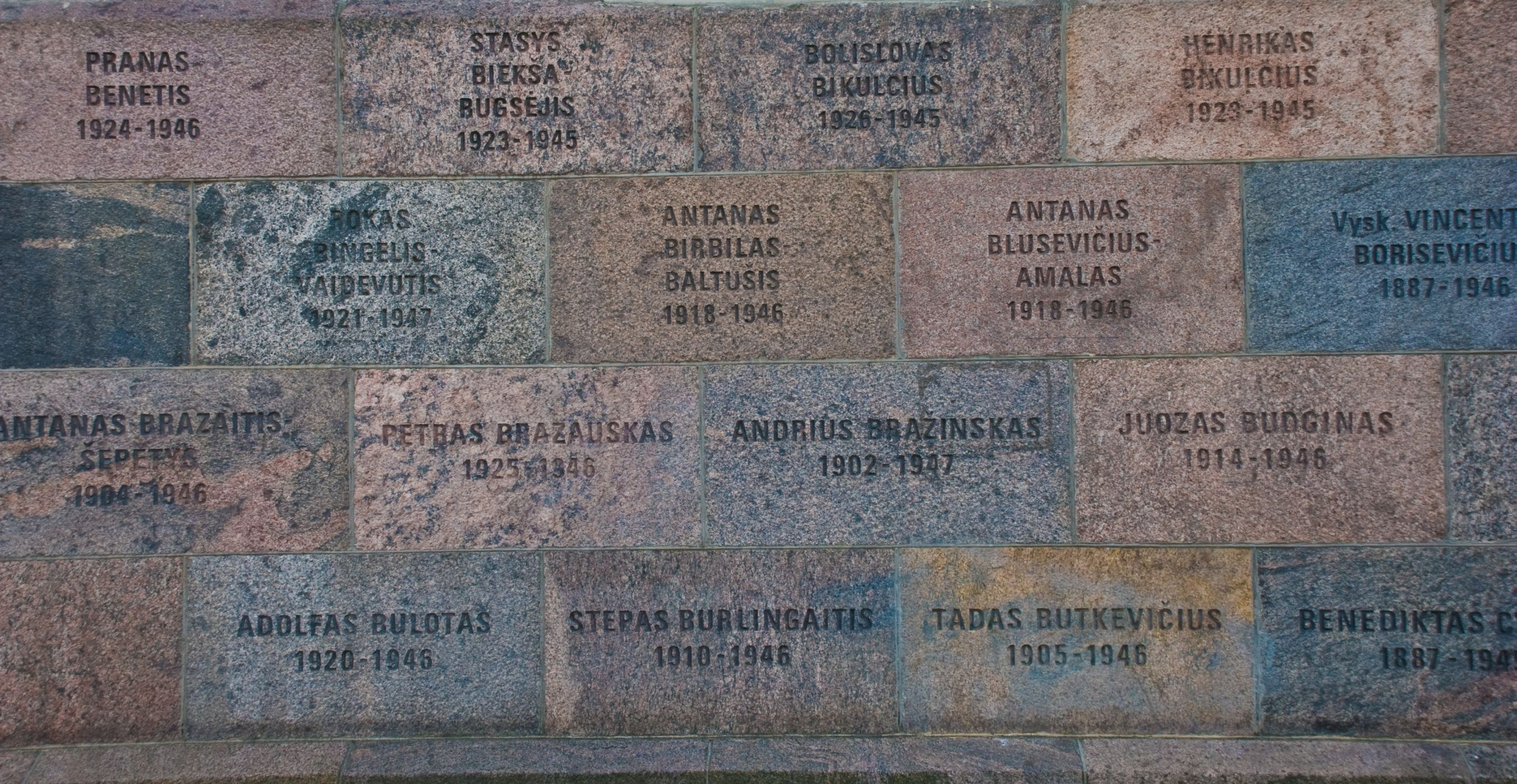
Außenwand des Gebäudes mit den eingravierten Namen von Opfern des KGB

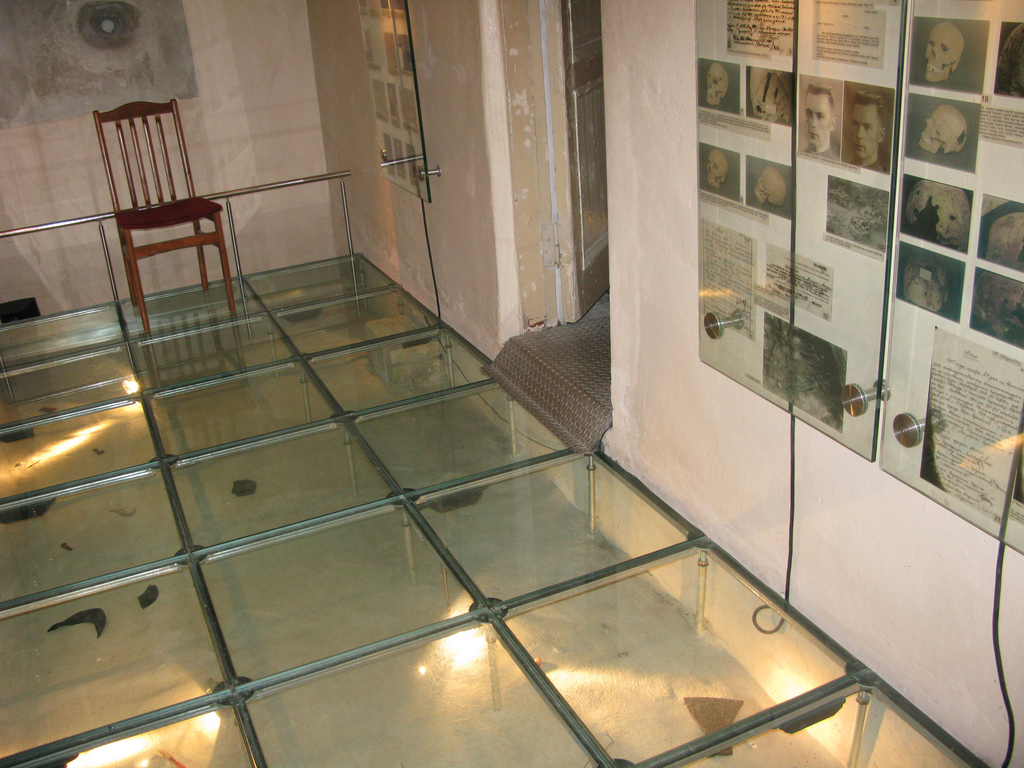
Der Hinrichtungsraum

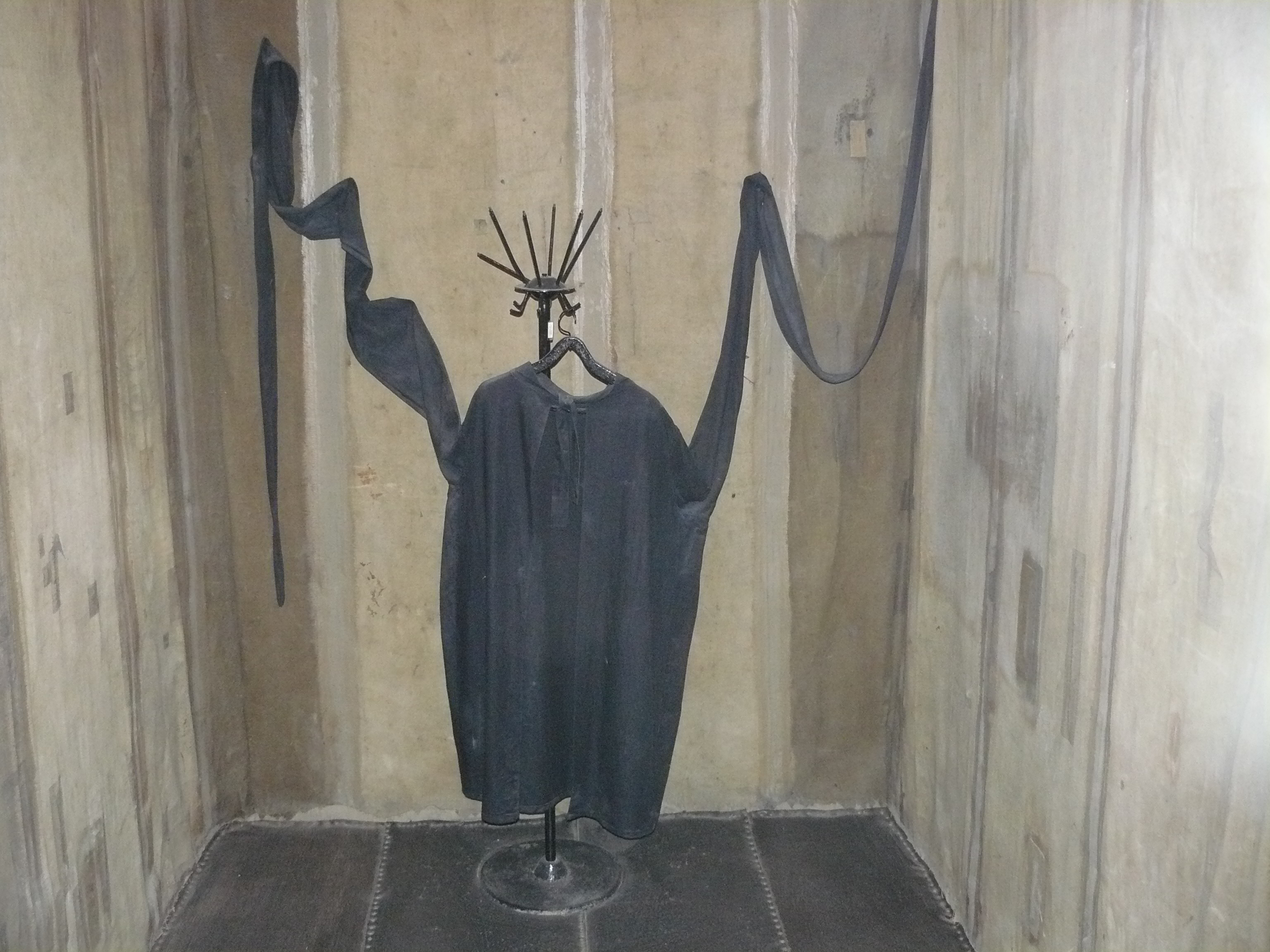
Eine Isolierzelle mit Zwangsjacke und gepolsterten Wänden.

Das Museum der Okkupationen und Freiheitskämpfe (lit. Okupacijų ir laisvės kovų muziejus), bis 2018 Museum der Opfer des Genozids (lit. Genocido aukų muziejus), ist ein Museum zur neueren Geschichte in Vilnius, der Hauptstadt Litauens. Es befindet sich in dem Gebäude, das die deutsche Gestapo und der sowjetische KGB für Verhöre, Folterungen und Hinrichtungen politischer Gegner nutzten. Es wurde am 14. Oktober 1992 eröffnet. Umgangssprachlich ist es allgemein auch als KGB-Museum bekannt.

## Geschichte
Das Gebäude wurde 1888 erbaut und diente zunächst als Gericht. Es liegt in zentraler Lage am Gedimino prospektas zwischen Seimas, dem Parlament und dem Gediminas-Turm der Burg. 1940 zog zunächst der KGB ein, mit der deutschen Besetzung des Landes 1941 bis 1944 die Gestapo und dann erneut der KGB. In dem Gebäude wurden mindestens 1038 dort Inhaftierte und Verhörte erschossen.
Ein halbes Jahrhundert, von 1940 bis in die 1980er Jahre, bereitete man hier Deportationen litauischer Bürger in Lager des Gulag vor und inhaftierte politische Gegner. Das Museum bildet neben dem ungarischen Haus des Terrors eines der wenigen Geschichtsmuseen am historischen Ort der Unterdrückung.
Die durchgehend zweisprachige (lit./engl.) Ausstellung des Museums wurde 1992 eröffnet und 1997 reorganisiert. Trotz des damaligen Namens „Museum der Opfer des Genozids“ fehlte in ihr bis 2010 jegliche Erwähnung der Opfer des Holocaust, obwohl das Gebäude ja auch Hauptquartier der Gestapo gewesen war. Sie widmete sich allein der sowjetischen Besetzung und ihren Folgen.
Im September 2018 besuchte Papst Franziskus die Gedenkstätte, begleitet von Erzbischof Sigitas Tamkevičius SJ. Es war, wie der Papst sagte, der für ihn bewegendste Moment seines Besuches in den drei baltischen Staaten.

## Aufbau des Museums
Das Museum verfügt über einen Bestand von 100.000 Exponaten. Das Erdgeschoss des Museums widmet sich mit historischen Aufnahmen und Ausstellungsstücken den litauischen Widerstandskämpfern während des Zweiten Weltkriegs und der sowjetischen Besatzungszeit. Etwa 140.000 wurden deportiert, 22.000 getötet.
Ein Raum dokumentiert die Verfolgung von Priestern und Bischöfen der  römisch-katholischen Kirche Litauens.
Ein einzelner Raum der Ausstellung berichtet seit 2011 auch über die deutsche Besatzungszeit Litauens unter dem Kommando von Horst Wulff und das Schicksal von 240.000 Getöteten, darunter 200.000 jüdischer Opfer des Holocaust, und der 60.000 zur NS-Zwangsarbeit nach Deutschland Verschleppten.
Im Keller kann man die ehemaligen Zellenblöcke, Wachstuben, eine schallisolierte Folterzelle, Duschräume und die Gefangenenbibliothek besichtigen. Auch ein ehemaliger Raum für Hinrichtungen ist für die Besucher zugänglich und beispielhaft restauriert.
Im Obergeschoss wird das Schicksal von Deportierten und der Aufbau des KGB in Litauen dokumentiert. Dort ist auch ein Raum für Telekommunikationsüberwachungen zu sehen.

## Das Museum des Widerstandes und des Exils
In Druskininkai besteht seit 1998 das Museum des Widerstandes und des Exils (litauisch: Druskininkų rezistencijos ir tremties muziejus), eine Außenstelle des Museums der Okkupationen und Freiheitskämpfe in Vilnius.